# 馬加比二書
馬加比二書（英語：2 Maccabees），是一部關於猶太人反抗安條克四世的次經。天主教思高版聖經譯為瑪加伯下，而由香港聖公會在2008年出版並由香港聖經公會印刷的附次經新標點和合本中此書卷則譯作瑪咯比傳下卷。書中記述了猶太人英雄猶大·馬加比擊敗塞琉古帝國將軍尼卡諾爾的經過。 
與馬加比一書不同，馬加比二書採用通用希臘語寫作，地點可能是前124年左右的埃及亞歷山德里亞。馬加比二書包含了修訂過的馬加比一書前七章，并加上為死者祈禱和最後的審判中死者的復活等法利賽人故事。
天主教和東正教認為馬加比二書是聖經的一部分，但新教和猶太教並不相信此書中的大部分信息。新教中的某些教派認為馬加比二書是經外書，可以在教堂中使用。英國國教會的三十九條信綱將此書定義為有用但無助於救贖，也不是信仰的基礎。

## 外部連結
- The Book of 2 Maccabees Full text (also available in Arabic)
- 2 Maccabees （页面存档备份，存于） Translation with hyperlinks
- World Wide Study Bible: 2 Maccabees （页面存档备份，存于）
- Jewish Encyclopedia: II Maccabees （页面存档备份，存于）
- O'Loughlin, Tom. . Bibledex Verses. Brady Haran for the University of Nottingham.   [2014-10-15]. （原始内容存档于2021-04-22）. （页面存档备份，存于）  'Landing the helicopter...' discussing 2 Maccabees 15:38–40
- 思高聖經學會藏書 （页面存档备份，存于） - 華人基督宗教文獻保存計劃

| 前任： 馬加比一書 | 羅馬天主教和東正教 聖經諸書 參見次經 | 繼任： 東正教舊約馬加比三書 羅馬天主教舊約約伯記 杜埃-海姆斯聖經舊約馬太福音 |